# 希爾策山 (圖克斯山)
47°13′4″N 11°39′48″E / 47.21778°N 11.66333°E

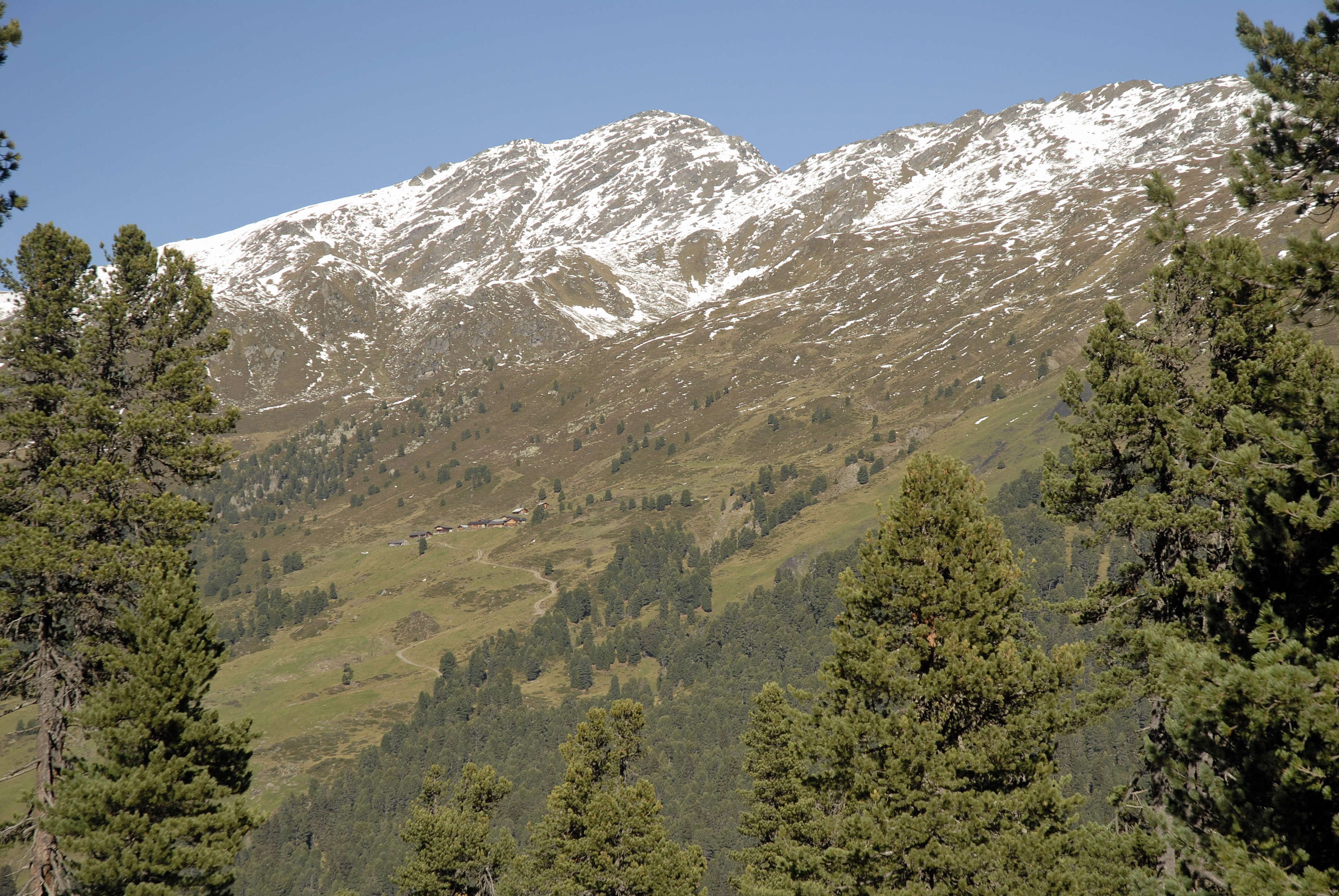

希爾策山（德語：Hirzer），是奧地利的山峰，位於該國西部，由蒂羅爾州負責管轄，屬於圖克斯山的一部分，距離馬爾格呂布勒山5.9公里，海拔高度2,725米，每年平均降雨量1,806毫米。